# لوئی اوگوست-دورموئیل
لوئی اوگوست-دورموئیل (انگلیسی: Louis Auguste-Dormeuil; ۱۵ اوت ۱۸۶۸ – ۸ اکتبر ۱۹۵۱) قایقران قایق بادبانی اهل فرانسه بود.